# اس‌ام یو-۲۸ (آلمان)
اس‌ام یو-۲۸ (آلمان) (به انگلیسی: SM U-28 (Germany)) یک زیردریایی بود که طول آن ۶۴٫۷ متر (۲۱۲٫۳ فوت) بود. این زیردریایی در سال ۱۹۱۳ ساخته شد.